# Gymnelia eusebia
Gymnelia eusebia là một loài bướm đêm thuộc phân họ Arctiinae, họ Erebidae.